# Bradoponera meieri
Bradoponera meieri är en myrart som beskrevs av Mayr 1868. Bradoponera meieri ingår i släktet Bradoponera och familjen myror. Inga underarter finns listade.